# گایمون کاسدی
گایمون پاتریک کاسدی (به انگلیسی: Guymon Patrick Casady) (زاده ۱۲ مارس ۱۹۶۹) یک مدیر اجرایی رسانه، تهیه‌کننده فیلم و تلویزیون و مدیر استعدادهای آمریکایی است.
کاسدی چهار بار برنده جوایز امی و تهیه‌کننده اصلی سریال بازی تاج‌وتخت شبکه اچ‌بی‌او است که برنده‌ترین جوایز امی در تاریخ تلویزیون می‌باشد.
او تهیه‌کننده اصلی فیلم‌های محبوب و تحسین‌شده‌ای مانند استیو جابز بود، که توسط آرون سورکین از بیوگرافی والتر ایزاکسون اقتباس شده است، به کارگردانی دنی بویل، با بازی مایکل فاسبندر و کیت وینسلت، که نامزد دو جایزه اسکار شد یا فیلم امید می‌روید با بازی مریل استریپ، تامی لی جونز و استیو کارل که نامزد جایزه گلدن گلوب شد.

## فیلم‌شناسی

### گزیده آثار تهیه‌کنندگی
- مسابقه (۱۹۹۹)
- برش نهایی (۲۰۰۴)
- دختر بهترین دوست من (۲۰۰۸)
- اتاق قتل (۲۰۰۹)
- مرد کاغذی (۲۰۰۹)
- امید می‌روید (۲۰۱۲)
- چوبه دار (۲۰۱۵)
- استیو جابز (۲۰۱۵)
- مهمانی کریسمس اداره (۲۰۱۶)
- چوبه دار ۲ (۲۰۱۹)
- کبود (۲۰۲۰)
- ژرفاب (۲۰۲۲)
- مرد ساده‌لوح (۲۰۲۴)